# Praça do Exército Libertador

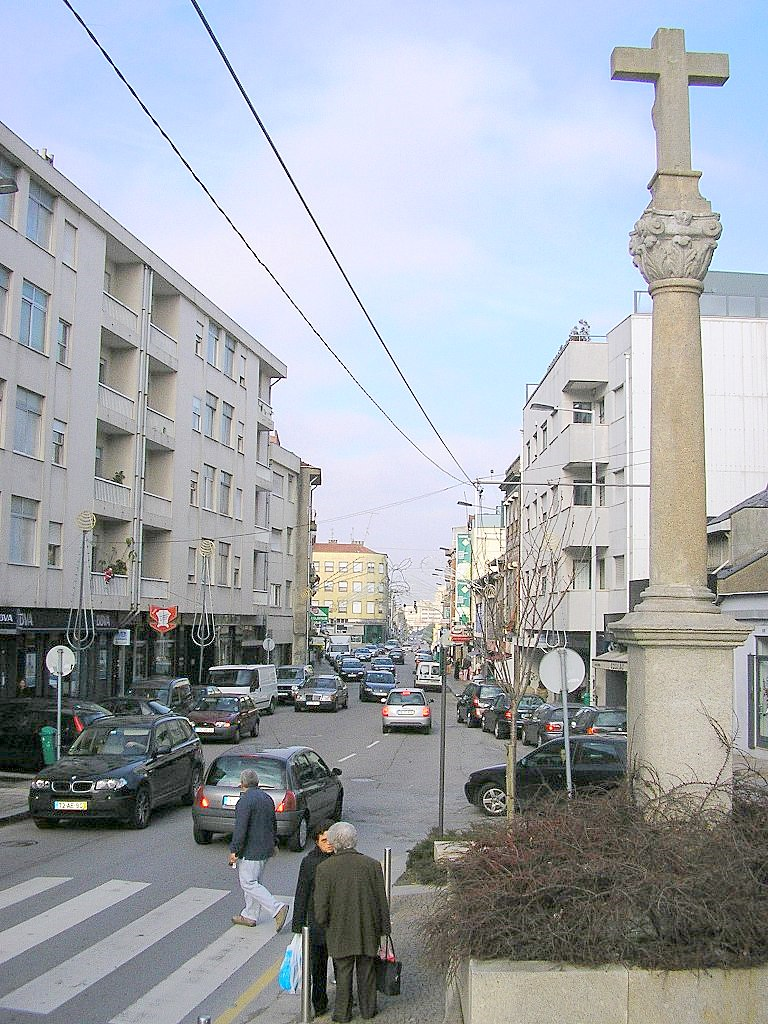
O Cruzeiro do Senhor do Padrão.

A Praça do Exército Libertador — popularmente conhecida por Largo do Carvalhido — fica no lugar do mesmo nome, freguesia de Cedofeita, na cidade do Porto, Portugal.

## Origem do nome
A praça, que mais se assemelha a uma rua com dois pequenos largos nos extremos, deve a sua atual designação oficial a uma deliberação de 1835 da Câmara Municipal do Porto, como forma de homenagear as hostes de D. Pedro durante as Guerras Liberais. Na verdade, foi neste local que pernoitaram as tropas liberais (de 8 para 9 de julho de 1832), antes de tomarem a cidade do Porto, sendo pouco depois submetidas ao longo Cerco do Porto.

## História
O "Largo do Carvalhido" fazia parte da antiga estrada para Vila do Conde e para a Galiza, por aqui passando o Caminho Português de Santiago. É, ainda hoje, uma artéria muito comercial e com grande movimento.
No extremo sul da praça destaca-se o Cruzeiro do Senhor do Padrão, construído em 1738, saudando os viajantes que seguiam pelo caminho para Norte, nomeadamente para Santiago de Compostela.
No extremo norte, fica a capela do Carvalhido, pela primeira vez mencionada em registo paroquial de Santo Ildefonso de 1760. Este pequeno templo serviu de primeira igreja paroquial aquando da criação da Paróquia do Coração de Jesus do Carvalhido, em 1940, até ser substituída pela nova igreja, projeto do arquiteto Luís Cunha, construída nas proximidades em 1969.
Desde há longa data, no terceiro fim-de-semana de julho, realizam-se aqui os tradicionais festejos em honra do senhor do Padrão e dos Aflitos.

## Pontos de interesse
- Capela do Carvalhido
- Cruzeiro do Senhor do Padrão

## Acessos
- Estação Casa da Música (650 m para SO)
- Linha: 204, 206, 300, 301, 508, 602, 704 e 803 dos STCP.